# Ehime International Open 2024 - Doppio
Il doppio del torneo di tennis professionistico Ehime International Open 2024, facente parte della categoria Challenger 75 nell'ambito dell'ATP Challenger Tour 2024, si è giocato dal 4 al 10 novembre a Matsuyama, in Giappone. Tra le coppie partecipanti erano assenti Karol Drzewiecki e Zdeněk Kolář, i detentori del titolo.
In finale Seita Watanabe e Takeru Yuzuki hanno sconfitto Nicolas Moreno de Alboran e Rubin Statham con il punteggio di 6–4, 6–3.

## Teste di serie
1. David Stevenson /  Marcus Willis (primo turno)
2. Nam Ji-sung /  Matthew Romios (primo turno)

1. Anirudh Chandrasekar /  Niki Kaliyanda Poonacha (primo turno)
2. Calum Puttergill /  Reese Stalder (primo turno)

## Wildcard
1. Sho Katayama /  Kaichi Uchida (quarti di finale)

1. Yusuke Kusuhara /  Shunsuke Nakagawa (primo turno)

## Tabellone

### Legenda
| - Q = Qualificato - WC = Wild card - LL = Lucky loser | - ALT = Alternate - SE = Special Exempt - PR = Protected Ranking | - w/o = Walkover - r = Ritirato - d = Squalificato |

|  | Primo turno | Primo turno                         | Primo turno            | Primo turno | Primo turno |  |  | Quarti di finale | Quarti di finale              | Quarti di finale              | Quarti di finale  | Quarti di finale  |                   |   | Semifinali | Semifinali                    | Semifinali                    | Semifinali                              | Semifinali                              |   |   | Finale | Finale | Finale | Finale | Finale |  |
|  |             |                                     |                        |             |             |  |  |                  |                               |                               |                   |                   |                   |   |            |                               |                               |                                         |                                         |   |   |        |        |        |        |        |  |
|  | 1           | D Stevenson M Willis                | 6                      | 2           | [8]         |  |  |                  |                               |                               |                   |                   |                   |   |            |                               |                               |                                         |                                         |   |   |        |        |        |        |        |  |
|  | WC          | S Katayama K Uchida                 | 2                      | 6           | [10]        |  |  | WC               | S Katayama K Uchida           | S Katayama K Uchida           | 0                 | 3                 |                   |   |            |                               |                               |                                         |                                         |   |   |        |        |        |        |        |  |
|  |             | S Watanabe T Yuzuki                 | S Watanabe T Yuzuki    | 6           | 6           |  |  |                  | S Watanabe T Yuzuki           | S Watanabe T Yuzuki           | 6                 | 6                 |                   |   |            |                               |                               |                                         |                                         |   |   |        |        |        |        |        |  |
|  |             | T Matsui K Uesugi                   | T Matsui K Uesugi      | 3           | 3           |  |  |                  |                               |                               |                   |                   |                   |   |            | S Watanabe T Yuzuki           | S Watanabe T Yuzuki           | 6                                       | 6                                       |   |   |        |        |        |        |        |  |
|  | 3           | A Chandrasekar N Kaliyanda Poonacha | 6                      | 67          | [8]         |  |  |                  |                               |                               | T Fancutt R Ho    | T Fancutt R Ho    | 3                 | 2 |            |                               |                               |                                         |                                         |   |   |        |        |        |        |        |  |
|  |             | S Myneni R Ramanathan               | 4                      | 79          | [10]        |  |  |                  | S Myneni R Ramanathan         | 3                             | 6                 | [9]               |                   |   |            |                               |                               |                                         |                                         |   |   |        |        |        |        |        |  |
|  |             | T Fancutt R Ho                      | T Fancutt R Ho         | 79          | 7           |  |  |                  | T Fancutt R Ho                | 6                             | 4                 | [11]              |                   |   |            |                               |                               |                                         |                                         |   |   |        |        |        |        |        |  |
|  | WC          | Y Kusuhara S Nakagawa               | Y Kusuhara S Nakagawa  | 67          | 5           |  |  |                  |                               |                               |                   |                   |                   |   |            | Seita Watanabe Takeru Yuzuki  | Seita Watanabe Takeru Yuzuki  | 6                                       | 6                                       |   |   |        |        |        |        |        |  |
|  |             | M Gigante A Picchione               | 6                      | 1           | [14]        |  |  |                  |                               |                               |                   |                   |                   |   |            |                               |                               | Nicolas Moreno de Alboran Rubin Statham | Nicolas Moreno de Alboran Rubin Statham | 4 | 3 |        |        |        |        |        |  |
|  |             | N Moreno de Alboran R Statham       | 2                      | 6           | [16]        |  |  |                  | N Moreno de Alboran R Statham | N Moreno de Alboran R Statham | 6                 | 6                 |                   |   |            |                               |                               |                                         |                                         |   |   |        |        |        |        |        |  |
|  |             | V Kirkov B Stevens                  | V Kirkov B Stevens     | 6           | 6           |  |  |                  | V Kirkov B Stevens            | V Kirkov B Stevens            | 4                 | 1                 |                   |   |            |                               |                               |                                         |                                         |   |   |        |        |        |        |        |  |
|  | 4           | C Puttergill R Stalder              | C Puttergill R Stalder | 1           | 2           |  |  |                  |                               |                               |                   |                   |                   |   |            | N Moreno de Alboran R Statham | N Moreno de Alboran R Statham | N Moreno de Alboran R Statham           | w/o                                     |   |   |        |        |        |        |        |  |
|  |             | A Merino C Negritu                  | A Merino C Negritu     | 62          | 2           |  |  |                  |                               |                               | T Schoolkate L Tu | T Schoolkate L Tu | T Schoolkate L Tu |   |            |                               |                               |                                         |                                         |   |   |        |        |        |        |        |  |
|  |             | T Schoolkate L Tu                   | T Schoolkate L Tu      | 7           | 6           |  |  |                  | T Schoolkate L Tu             | T Schoolkate L Tu             | 6                 | 7                 |                   |   |            |                               |                               |                                         |                                         |   |   |        |        |        |        |        |  |
|  |             | P Isaro J Paris                     | P Isaro J Paris        | 6           | 7           |  |  |                  | P Isaro J Paris               | P Isaro J Paris               | 4                 | 5                 |                   |   |            |                               |                               |                                         |                                         |   |   |        |        |        |        |        |  |
|  | 2           | J-s Nam M Romios                    | J-s Nam M Romios       | 4           | 61          |  |  |                  |                               |                               |                   |                   |                   |   |            |                               |                               |                                         |                                         |   |   |        |        |        |        |        |  |